# A fiya del xastre
A fiya del xastre (que en català vol dir La filla del sastre) és un curtmetratge de 2011. Es tracta de la primera pel·lícula de ficció que es roda en eonaviego. Va ser dirigit per Marisa López Dice i rodat a alguns llocs del conceyu de Grandas de Salime.

## Argument
Explica la història d'una costurera que amaga dins de les peces que elabora unes rametes d'herbes amb les quals conjurar la bona sort i fer realitat els desitjos de la gent. En una ocasió acull un jove sense lloc on passar la nit i li teixeix una jaqueta amb una d'estes rametes. L'endemà es dona a conèixer la notícia que la Guàrdia Civil anava a la cerca d'un home fugit. Passats alguns anys, la costurera rep un dia una carta amb una sola paraula, "gràcies".

## Guió
El guió de A fiya del xastre s'inspira en el relat d'igual títol guanyador del Premi Xeira 2007 de narracions breus.

## Repartiment
- Elsa Pérez García: Filla del sastre
- Jose Alberto R. Andreolotti: Sastre
- Rodrigo Pérez González: Client del sastre 1, carter
- Lucía Sánchez García-Conde: Client del sastre 2
- María Luisa Rodríguez Álvarez: Client del sastre 3, Balbina
- Luis M. Suárez: Foraster
- Elena Pérez González: Client de la tenda
- Avelino López Ledo: Client del barber
- Marisa López Diu: Narrador

## Premis
- Premi del públic en el I Certamen de curtmetratges sobre cinema rural de Saldaña (Palència).[2]
- Premi al millor curt rodat a Astúries “Ribadedeva en Corto” (2014).

## Edició en DVD
A fiya del xastre s'ha publicat en DVD en la mostra Espiga 2012, editada per Gonzali Producciones.